# 玉山級船塢運輸艦
玉山級船塢運輸艦是中華民國海軍首種以立體化登陸作戰為設計理念的兩棲船坞運輸舰，平時可負擔金門、馬祖、澎湖等外離島的運補任務，或在災難發生時執行災難救助及人道救援任務，戰爭時期則可編入兩棲特遣部隊增援外離島，並利用登陸艇將岸置反艦飛彈部署至島上，達成「以陸制海」的目標。玉山級船塢運輸艦目前隸屬於海軍一五一艦隊，駐地為左營港。

## 發展

### 緣起
中華民國海軍自1970年代開始即維持兩艘船塢登陸艦的編制，但此慣例在2012年中正號船塢登陸艦 (二代)退役後被打破，僅剩旭海號船塢登陸艦在現役，然該艦與其他的兩棲作戰艦艇年事已高，皆出現機動性差、維修成本增加與不符合現代化作戰需求等狀況，海軍司令部遂於2016年6月20日發布「海軍未來12項建軍規劃」報告書，其中即包含建造2至6艘新型兩棲船塢運輸艦的「鴻運計畫」，其技術需求如下：
- 可裝儎AAV-7兩棲突擊舟車、通用/機械登陸艇。
- 基本之自衛防空、核生化防護能力。
- 具備執行兩棲登陸作戰所需電腦兵棋圖臺，俾利指揮官掌握戰場（任務）全景。

### 招標與建造
鴻運計畫最早以「新型兩棲船塢運輸艦建造案」的名義於2017年4月公告招標，預計以新台幣36億204萬元的預算建造船體，但招標期間無任何廠商投標，導致第一次招標案流標。為此，中華民國國防部決定在第二次招標案中減列1艘LCU登陸艇及部分備份料件以提升廠商的利潤空間與投標意願，但僅有中信造船一間廠商投標，而政府採購法規定前兩次招標至少需要三家廠商參與競標，導致全案二度流標。同年7月，國防部舉行第三次招標，仍僅有中信造船參與投標，且該公司提供的投標計畫書不符合招標規範，使全案三度流標。
對此，業界人士表示國防部提出的建造預算過低，才會導致新型兩棲船塢運輸艦建造案不斷流標。與該案36億餘元的建造預算相比，磐石油彈補給艦的建造預算為新台幣40.9億元，且兩棲船塢運輸艦的結構與設備較補給艦更加複雜，也須採用特殊鋼材建造，其合理預算應較磐石軍艦高。國防部也在三度流標後重新檢討本案的預算規模以提升廠商投標意願，後於2018年1月重新提出建造標案。此次標案僅有台灣國際造船一間廠商投標，不符合政府採購法的規定，導致再次流標。同年3月，國防部提出第五次標案，台船公司仍是唯一一間投標的廠商，可依規定直接進入審查階段，台船也於3月8日以新台幣46億3,576萬元的預算得標，5月6日起造。然而全案預算在調漲艦體建造預算後增加為新台幣73億3,212萬4,000元，而中華民國立法院同意編列的總預算僅為新台幣62億9,736萬4,000元。此一未經溝通即調整預算的行為遭立法委員江啟臣批評為「先斬後奏」，立法委員何欣純則要求海軍對此提出專案報告，時任國防部長嚴德發也表示將要求國防部督察室進行調查。最後立法院決議凍結2億元預算，經專案報告後才得以解凍。

### 服役
本級首艦於2021年4月13日舉行下水暨命名典禮，並被命名為「玉山」，翌年9月30日交艦。由於本級艦是自行建造的軍艦，無法如成功級巡防艦或康定級巡防艦一樣向軍售國引進既有的直升機起降準則，國軍需自行發展驗證準則以確保直升機起降作業的安全性。為此，立法院於2021年12月要求國防部完成陸、海、空三軍直升機於玉山軍艦上起降的作業程序驗證，並完成其他配套措施的規畫。對此，國防部於2023年3月向立法院提交〈國軍各型直升機起降玉山艦可行性評估報告〉，指出單引擎直升機因安全性問題而不適合降落於玉山級艦上，故僅有AH-1W、AH-64E、CH-47SD、UH-60M、EC225、S-70C-6與S-70C(M)七型直升機被納入下一階段的考量。在這之中，AH-1W與AH-64E因無法運輸物資而被排除；EC225機頭的紅外線熱顯像儀因位置過低而在降落時有碰撞風險；UH-60M、S-70C-6與CH-47SD則因無艦用固定設備與專用起落架而容易在降落時造成危安風險，且三型機使用的JP-8航空煤油因安全性問題而無法儲存於軍艦上，故僅有海軍的S-70C(M)反潛直升機適合擔任玉山級船塢運輸艦的艦載機。

## 設計

### 艦體
本級是中華民國海軍首種採用HSLA-80鋼材的軍艦。此型鋼材為中國鋼鐵公司為配合國艦國造政策而開發的軍用鋼材，強度較101大樓採用的鋼材高20%，耐低溫性能也遠優於普通結構用鋼的水準，可應用於海軍的各型新式水面艦艇與潛艇上。為提升全艦的匿蹤性並延長各項設備的使用壽命，艦上大部分的電子設備被整合至前後兩座複合材料桅塔中。此種桅塔採用的複合材料在不到2公分的厚度內接合金屬塗層、玻璃纖維、碳纖維等八種材料，對特定頻段電磁波的遮蔽率高達99%，可降低電磁波對士官兵的影響，也可滿足軍艦通訊及電磁防護的需求。

### 裝備
本級的前桅塔內部裝有一套CS/SPS-2B對空搜索雷達，艦體中部裝有四組8聯裝斜向發射型海劍二防空飛彈以為自身提供防空火力，艦艏與艦艉也各裝有一座方陣近迫武器系統。為提升反水面與對地攻擊火力，本型艦左右舷各有一座20公厘機砲，艦艏則裝有一座76公厘艦砲。

### 坞舱
本級的塢艙分為乾區與濕區兩區，其中乾區主要裝載陸用車輛，最多可裝載8輛AAV7兩棲突擊載具或相近尺寸之車輛；濕區則可同時容納4艘LCM機械化登陸艇與1艘LCU通用登陸艇。若塢艙全部裝載AAV7，則可達到32輛的最大裝載量。在進行塢艙泛水作業時，艦上官兵可利用台船公司研發的智慧型調水系統調整各壓載水艙的水量，濕艙注水約30分鐘後即可達到2公尺的深度，兩棲載具即可執行裝卸載作業。除了艦艉的艙門可供進出外，本級艦的右舷側還有一座車輛跳板連接塢艙的乾區，官兵可直接將車輛駛入塢艙內部。由於艦內空間狹小，車輛跳板與乾區的銜接處設有一座車輛轉盤，可使車輛在艦體內部轉向。此外，濕區左舷側設有一座載重7噸的升降機，車輛可在塢艙未泛水時由乾區駛入濕區，並用升降機移至飛行甲板停放。:16-18

### 機械化登陸艇
台船公司在建造玉山級船塢運輸艦時也為其建造5艘新型機械化登陸艇，其中每艇的排水量約為15噸，可搭載2輛悍馬車或一輛15噸輪車。與中華民國海軍現役的LCM-6型機械化登陸艇相比，新型艇因採用噴水式推進器與V型船底而較不易因浪而搖晃，其在裝載15噸物資時的航速超過21節，為舊型艇的兩倍以上。除此之外，這種機械化登陸艇的吃水較LCM-6淺，進出塢艙時較不需要調整母艦的壓艙深度。

### 飛行設施
本級艦的艦艉設有兩座直升機庫，每座可容納一架UH-60M運輸直升機或S-70C反潛直升機，其中左舷機庫內有一組升降機，可將車輛或物資由下層塢艙移至飛行甲板。由於直升機使用到大量航空燃油，機庫內的艙壁上皆鋪設防火內襯以避免火災。為使起降作業更順利，艦上裝有一套直升機輔助降落系統，航空管制人員可由艦橋上的操控台指揮直升機起降作業。此外，後桅塔頂部裝有一組戰術空中導航系統，問訊範圍為300海里（560），可同時提供150架裝有太康問訊機之飛行器的方位與距離資訊，艦上作業人員與艦載直升機可用此資訊規劃起降與飛行計畫。

### 醫療與生活設施
由於需負擔人道救援或海上野戰醫院的任務，玉山級船塢運輸艦上設有診療室、手術室、牙科室、恢復室與病房。其中診療室配有胃鏡、腹部超音波掃描機、心電圖機、耳鼻喉科治療儀與尿液分析儀，可進行內科診斷與耳鼻喉治療；手術室配有電動手術台、麻醉機、電燒灼器、手術用無影燈、急救設備及X光機，可執行一般外科及骨科手術；牙科室則有牙科治療台、RO逆滲透淨水器與空壓設備，可執行洗牙、齲齒填補及假牙黏合等牙科診療。除醫療設施外，艦上還設有健身房以供官兵使用。

## 同級艦
| 舷號     | 艦名 | 承造船廠     | 起造日期     | 安放龍骨日期 | 下水日期      | 交船日期      | 成軍日期      | 備註   |
| -------- | ---- | ------------ | ------------ | ------------ | ------------- | ------------- | ------------- | ------ |
| LPD-1401 | 玉山 | 台灣國際造船 | 2019年5月6日 | 2020年6月9日 | 2021年4月13日 | 2022年9月30日 | 2023年6月19日 | 原型艦 |

## 圖集

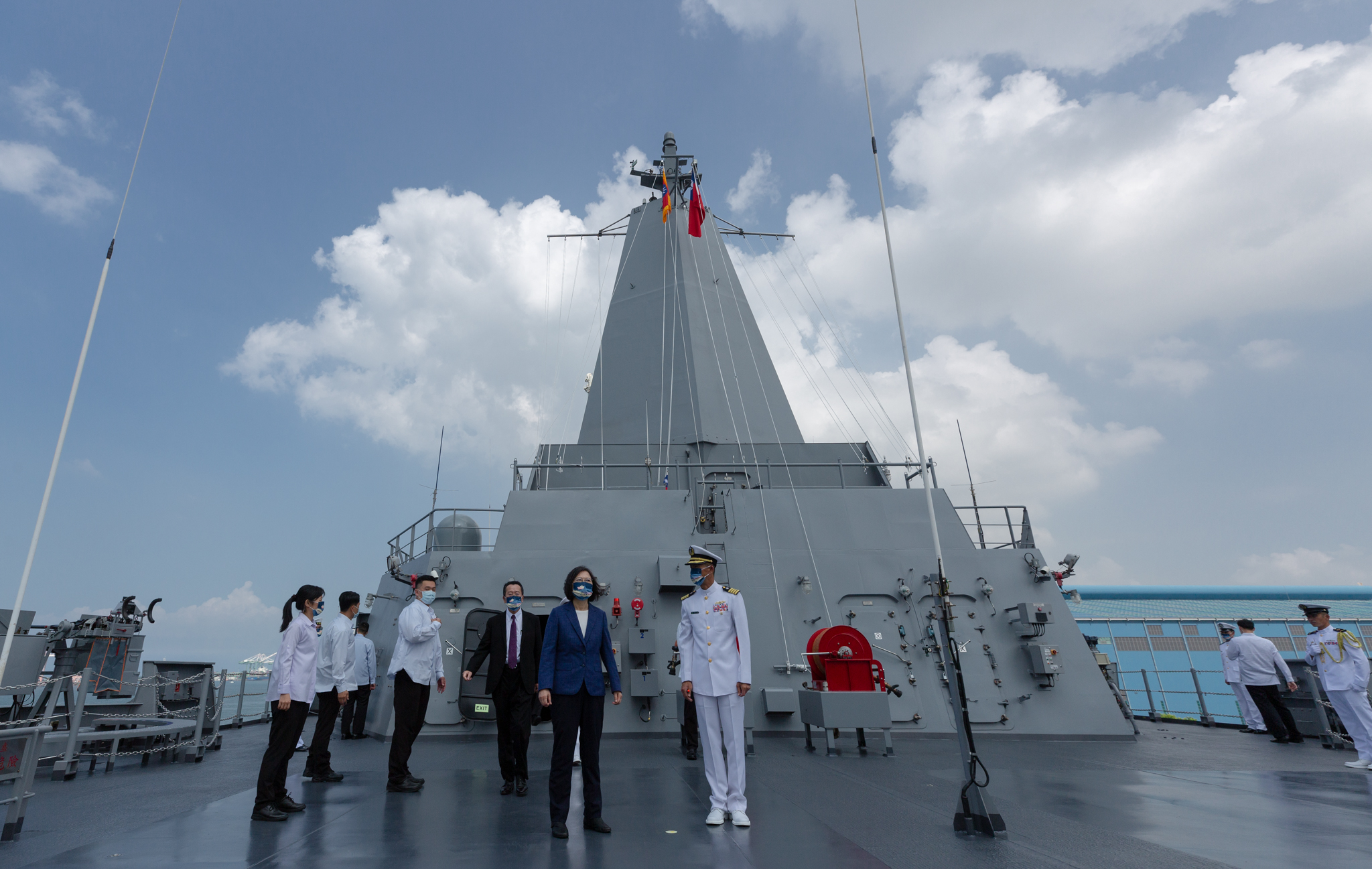
前桅塔
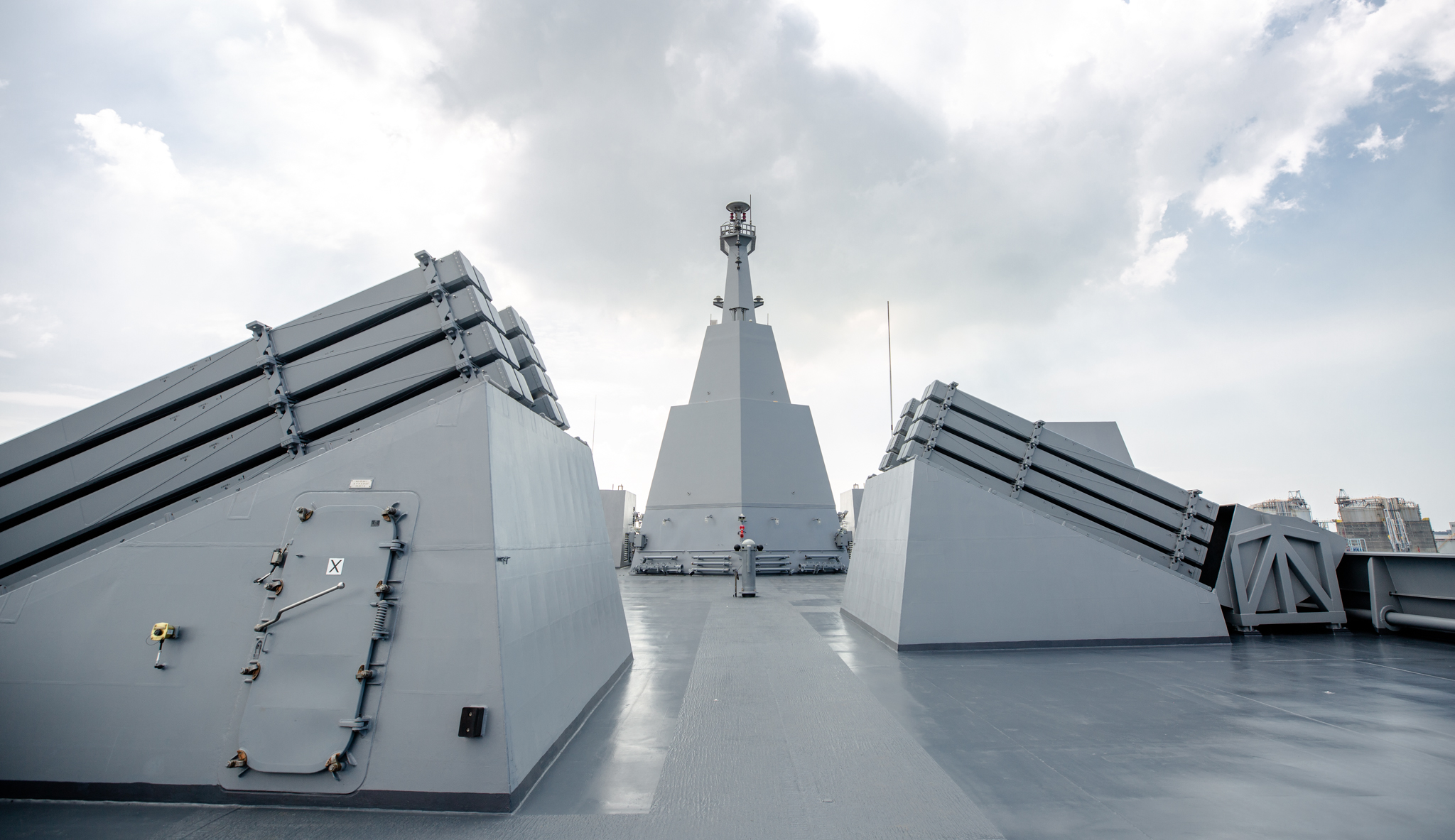
後桅塔與海劍二防空飛彈發射架
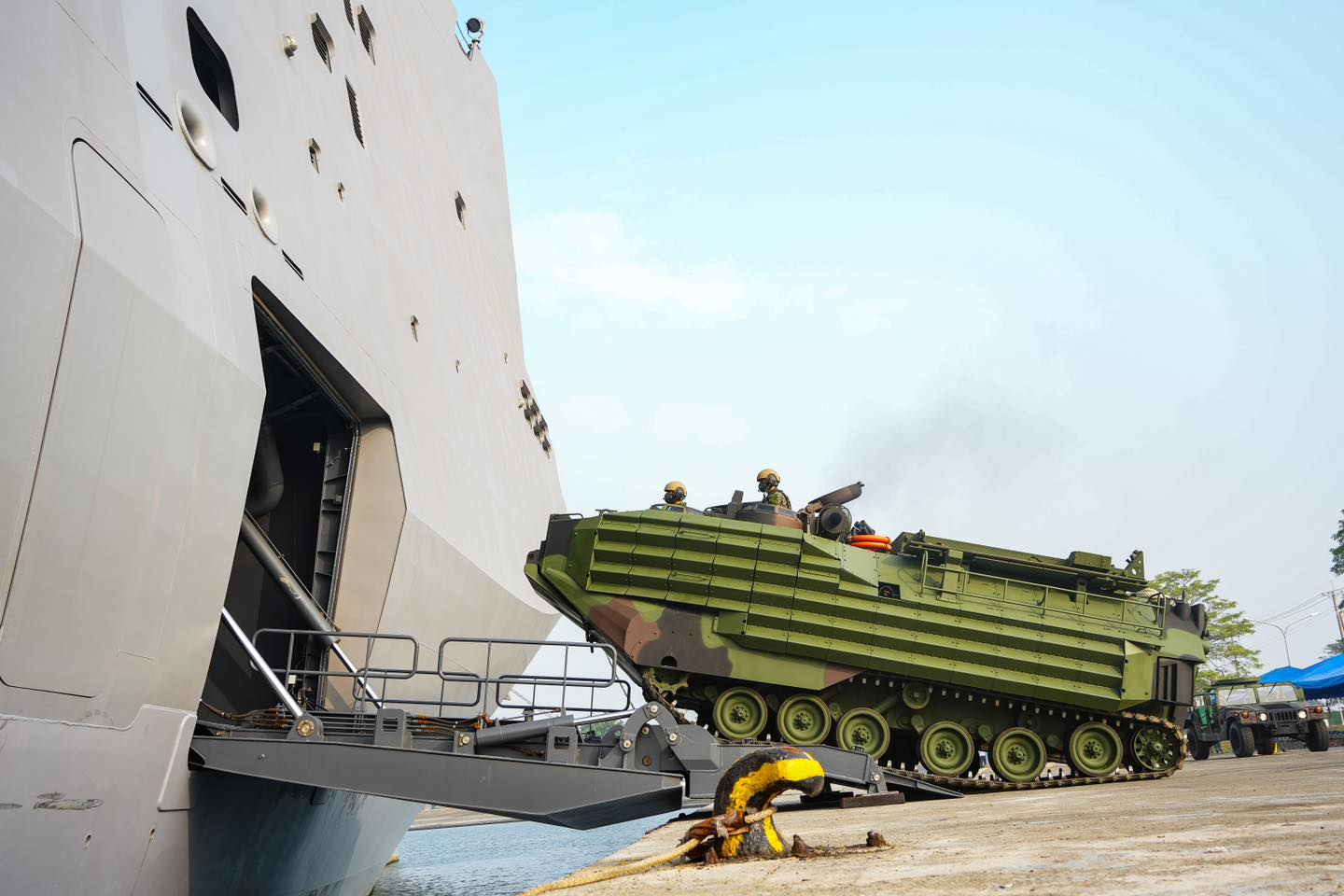
右舷側的車輛跳板
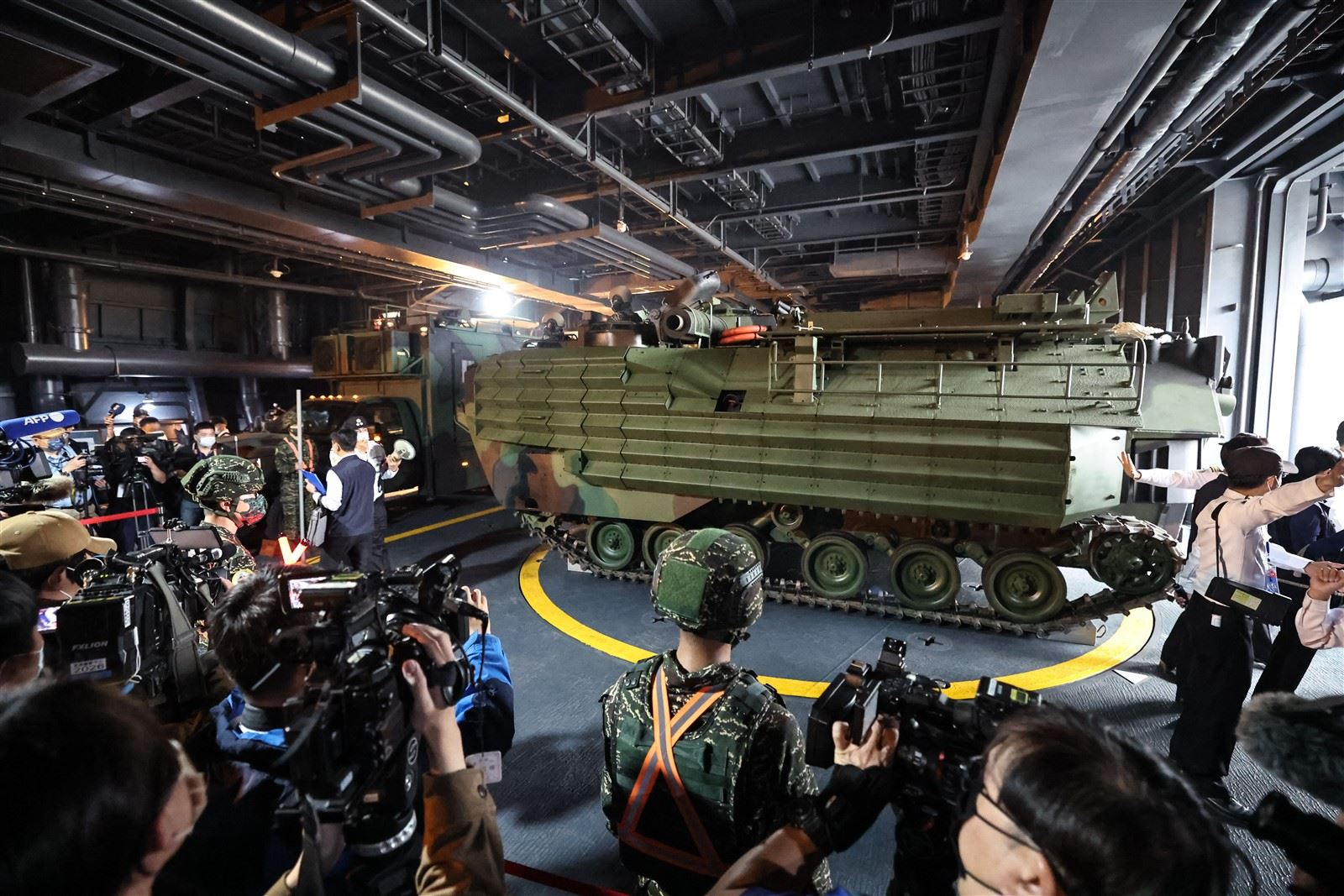
車輛甲板與車輛轉盤
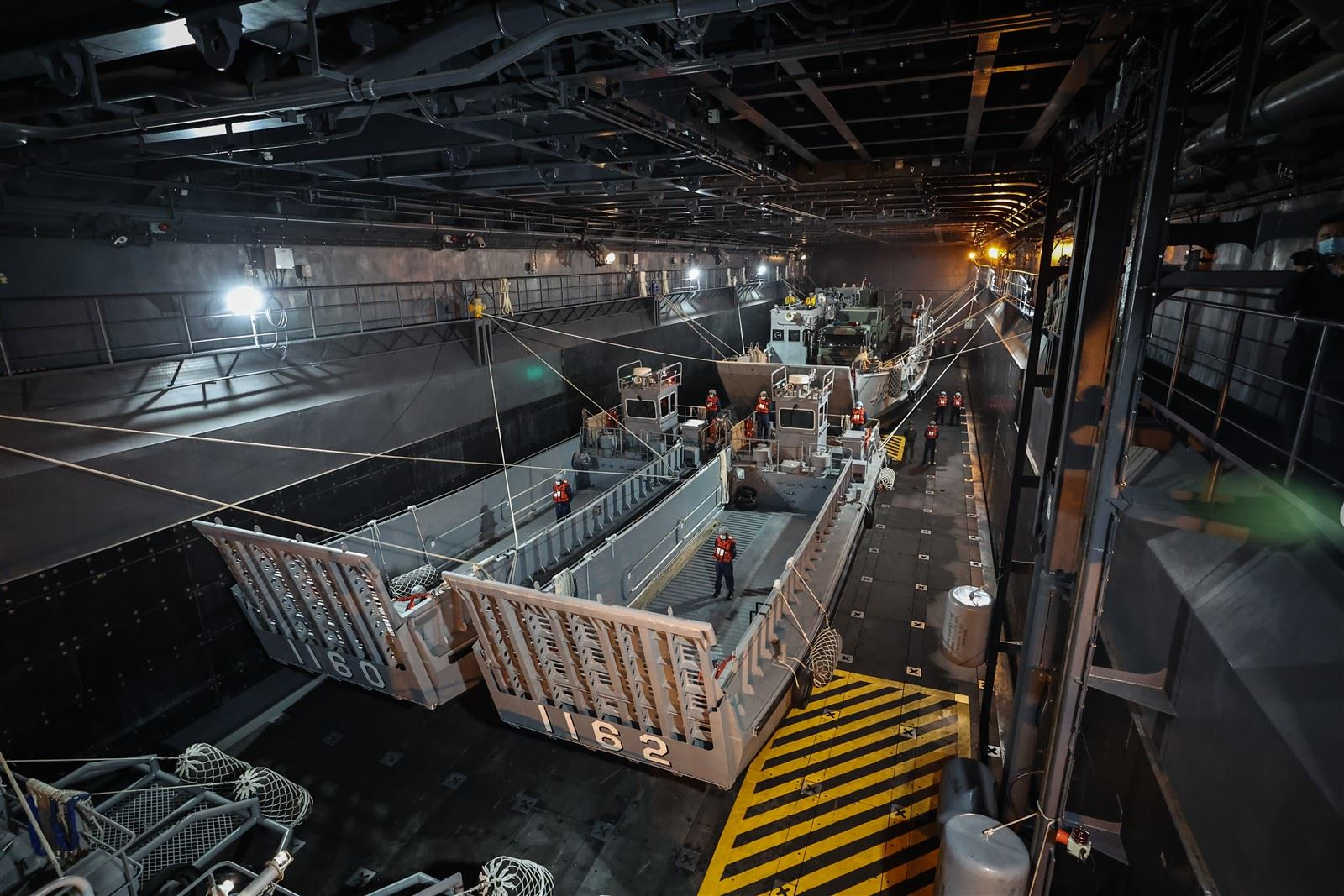
濕塢艙區
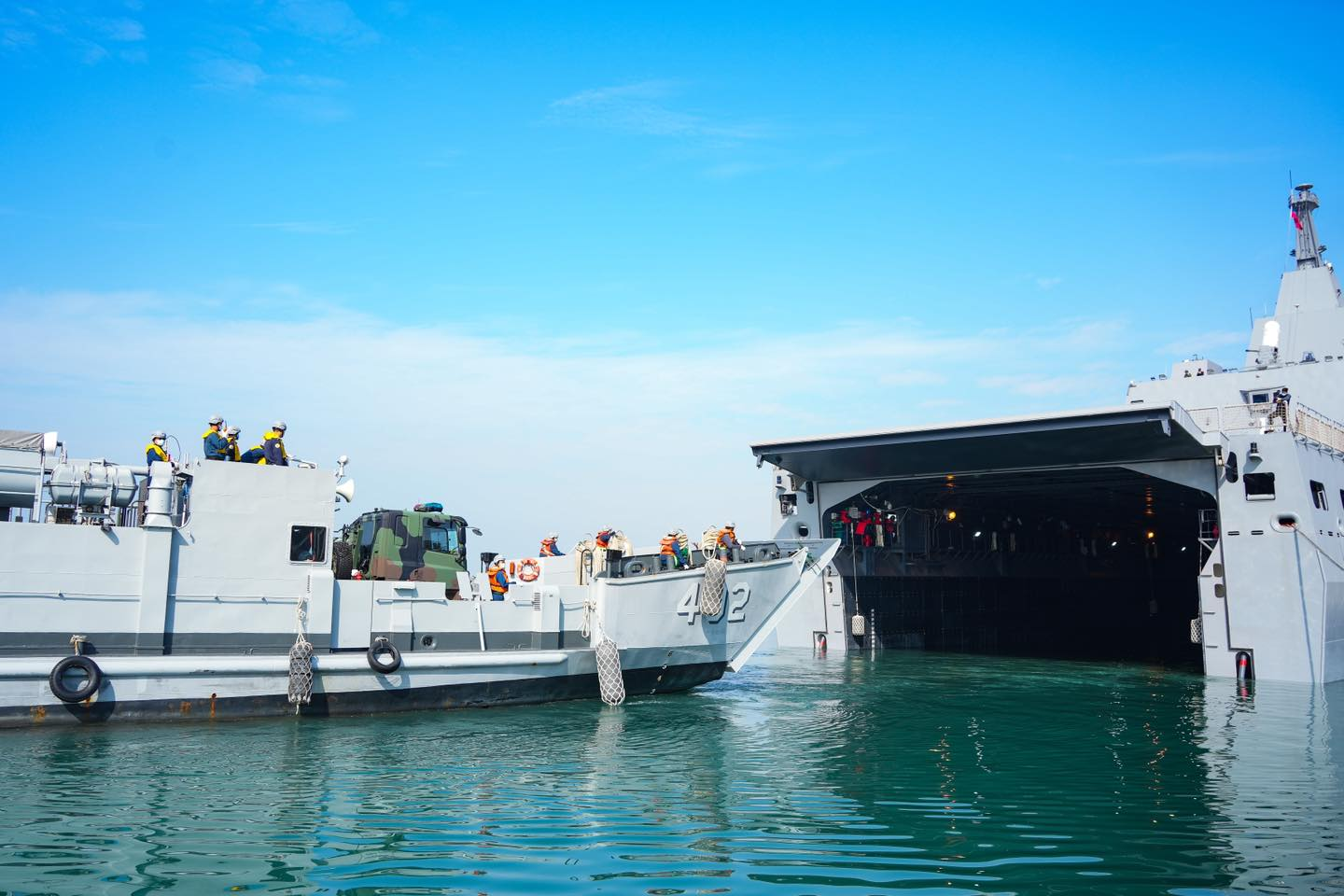
正在駛入塢艙的合茂Ⅱ(LCU-492)通用登陸艇
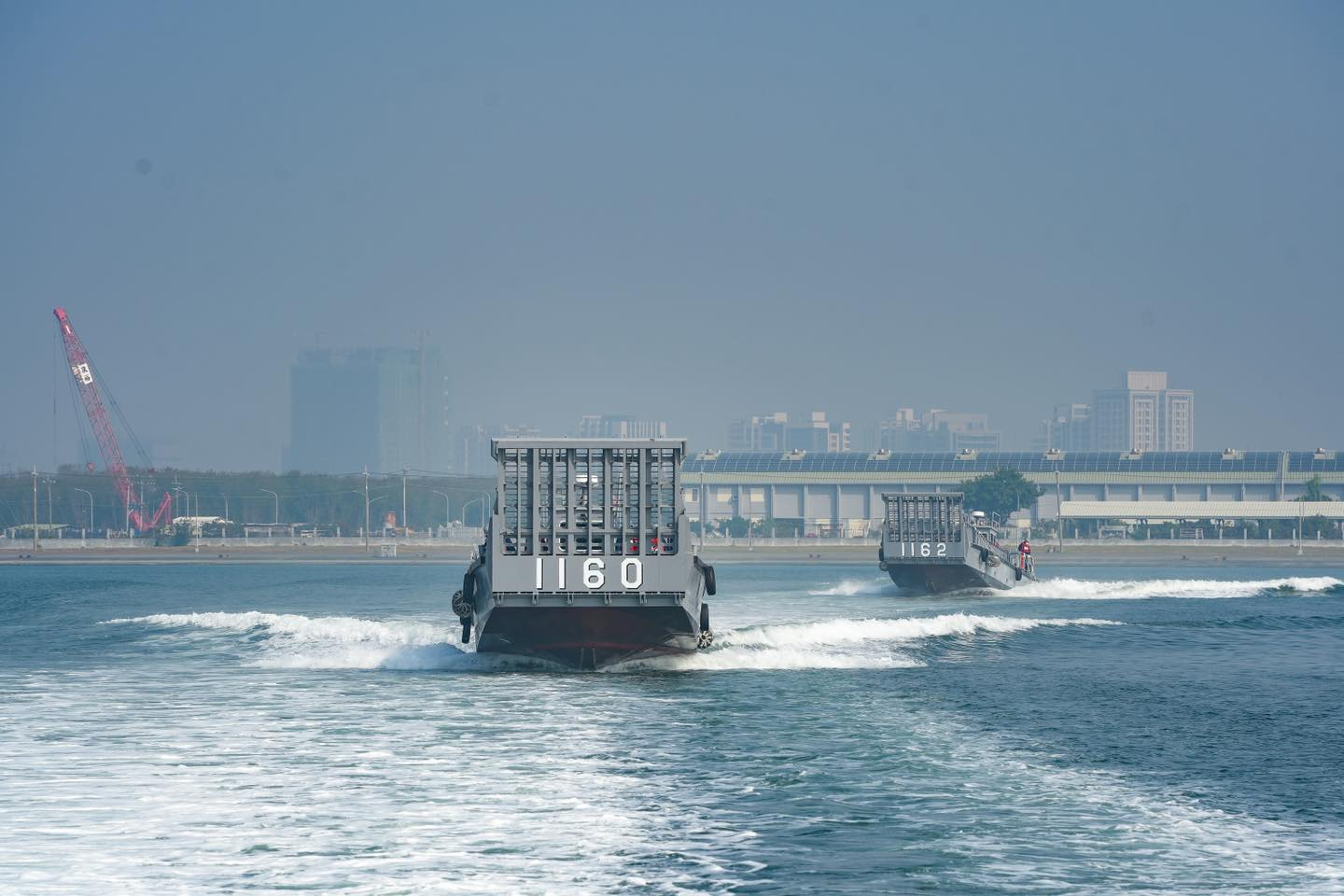
與玉山軍艦搭配的新型LCM機械化登陸艇
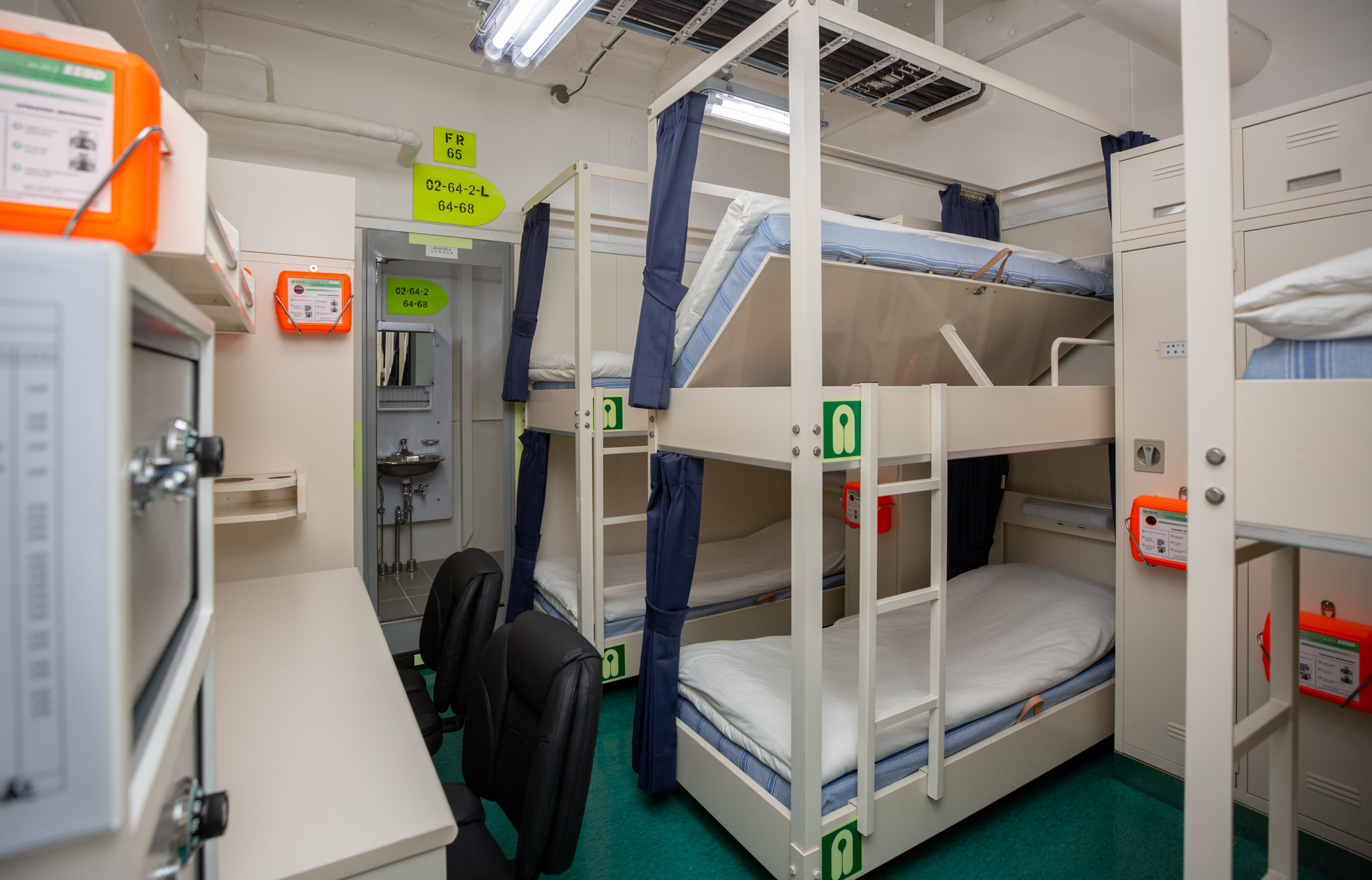
成員住艙
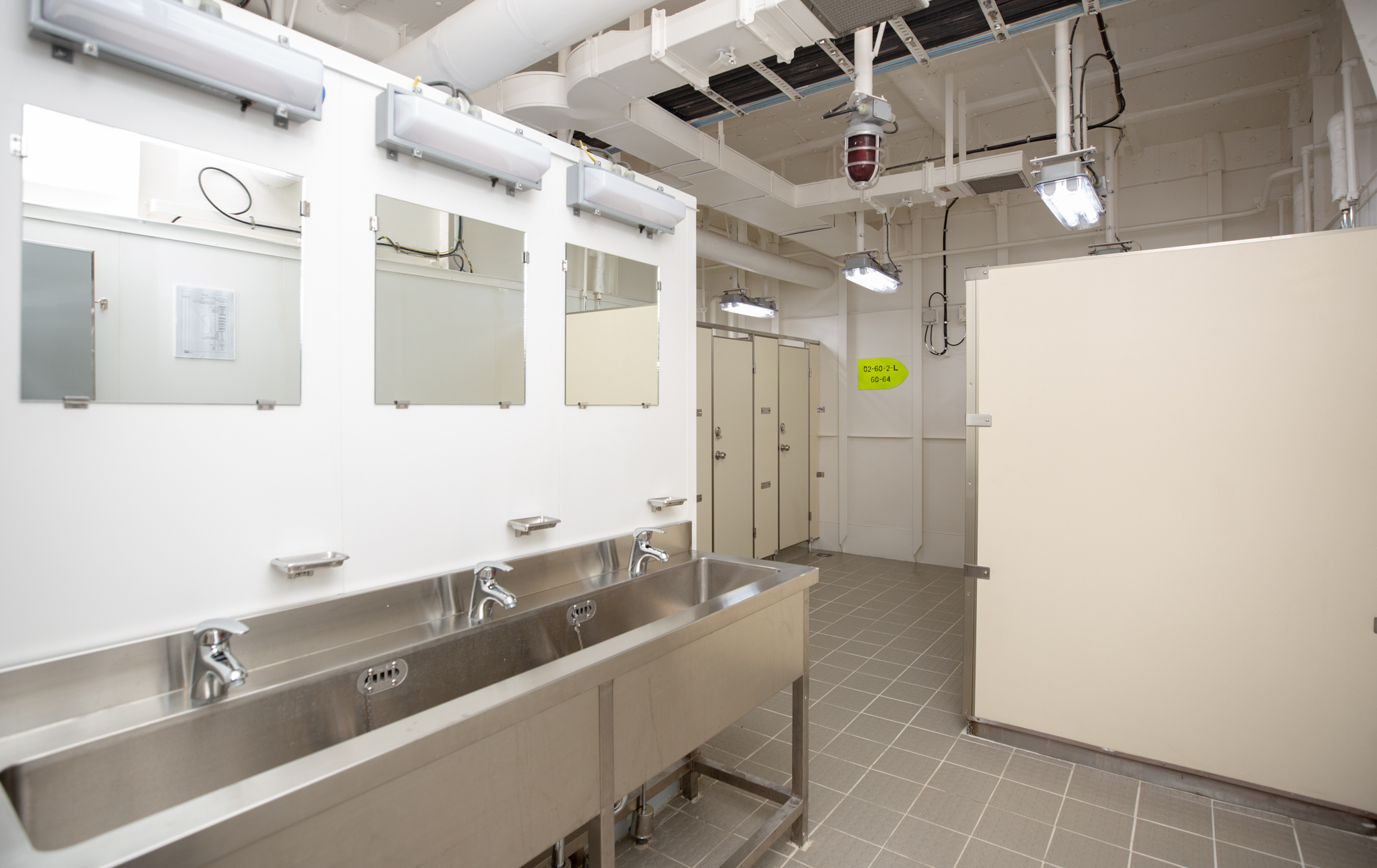
浴室
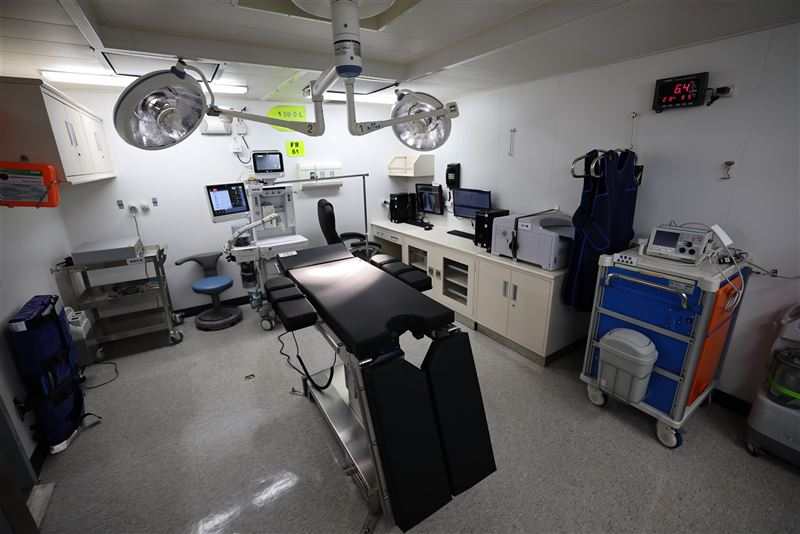
手術室